# Albert Grané i Closa
Albert Grané i Closa (Vic, Osona, 1865 - Tortosa, Baix Ebre, 1927) fou un notari que exercí a Bossost, Vall d'Aran (1891-1924) i a Tortosa.
Amb aficions poètiques, fou amic de Mossèn Cinto Verdaguer i de Mossèn Josep Condó.
Com a membre de la junta directiva del Centre Català Agrícola i Industrial de Vich i sa Comarca propicià la defensa de la llengua catalana (1889). Malauradament, els seus papers personals foren cremats pels republicans durant la darrera Guerra Civil espanyola.
Col·laborà amb el catalanisme polític i, dins la Unió Catalanista, fou designat delegat de les Assemblees de Manresa (1892), Reus (1893), Balaguer (1894), Olot (1895) i Terrassa (1901).
Amic personal de Francesc Cambó, també s'hi relacionà professionalment, a causa de les mines de Bossost.